# Колесниченко, Томас Анатольевич
То́мас Анато́льевич Колесниче́нко (22 августа 1930 — 20 июля 2003, Москва) — советский и российский журналист-международник, заслуженный работник культуры Российской Федерации (1999).

## Биография
Томас Анатольевич Колесниченко родился 22 августа 1930 года. В 1954 году окончил исторический факультет МГУ и Высшую дипломатическую школу МИД СССР.
Свыше тридцати лет проработал в газете «Правда»: сначала — корреспондентом, затем — редактором международного отдела и политическим обозревателем.
Автор очерков и репортажей из стран Центральной и Южной Африки, Великобритании, США. Неоднократно выступал на ТВ, был одним из ведущих популярной советской телепрограммы «Международная панорама».
С 1991 года работал в ИТАР—ТАСС.
В марте — мае 1999 года — советник председателя правительства Российской Федерации Е. М. Примакова.
С 2001 года — директор департамента информации и связей с общественностью Торгово-промышленной палаты Российской Федерации.
Умер 20 июля 2003 года. Похоронен на Троекуровском кладбище.

## Личная жизнь
- Первая супруга — доктор исторических наук Диана Алексеевна Колесниченко. В этом браке родился первый сын Томаса, Сергей.
- Вторая супруга — Светлана Яковлевна Колесниченко (урождённая Лианозова, род. 1939), впоследствии ставшая женой писателя Владимира Войновича.